# Aptitude (psychologie)
Pour les articles homonymes, voir aptitude.
L'aptitude est la capacité d'un individu à réaliser une action, effectuer une acquisition ou un traitement cognitif spécifique.
En psychologie, les aptitudes sont les capacités cognitives liées à une dimension particulière, par opposition à l'intelligence globale.
L'aptitude est une caractéristique individuelle qui n'est pas directement observable.
C'est par le biais de tests psychotechniques qu'on peut déterminer la capacité d'un individu à raisonner dans les domaines du verbal, du numérique et du spatial, à hiérarchiser des tâches.

## Historique
En 1904, le psychologue anglais Charles Spearman réalise des recherches en psychométrie sur l'analyse factorielle suggérant que toutes les performances mentales pourraient être conceptualisées en un seul facteur d’habileté général, qu’il appelle g, et un grand nombre de facteurs étroits, spécifiques à certains types de tâches.
En opposition à la théorie de Spearman pour qui l'intelligence relevait d'un seul facteur général, le psychologue américain Louis Leon Thurstone a identifié un certain nombre d'aptitudes spécifiques comme la compréhension verbale, la capacité de calcul numérique, la fluidité verbale, et développé en 1938 des tests pour les mesurer. Selon lui, ces aptitudes mentales seraient indépendantes et irréductibles.
Le modèle de Cattell-Horn-Carroll, ou modèle CHC fonde actuellement l'approche psychométrique.
C'est une synthèse de plusieurs théories antérieures réalisée par McGrew et Flanagan en 1997-1998 et 2007, qui ont opté pour un modèle hiérarchique de l'intelligence.
Ce modèle réunit la théorie de l'intelligence fluide et de l'intelligence cristallisée dite théorie Gf-Gc de Raymond Cattell en 1941 et John L. Horn en 1965, et le modèle hiérarchique à trois strates de l'intelligence de John Bissell Carroll de 1993.
L'intelligence et les capacités cognitives humaines sont conçus sous forme d'une structure hiérarchique classées en trois strates : la strate I comprend les capacités étroites ou spécifiques, la strate II le capacités cognitives larges et la strate III la capacité générale aussi appelée facteur g.
Ces strates sont liées au sens où les facteurs étroits prédisent des facteurs cognitifs plus larges, qui eux-mêmes prédisent le facteur général d'intelligence générale, élément commun à tous les tests d'intelligence.
Ainsi les facteurs d'aptitude psychologique déterminés par Thurstone sont désormais désignés comme aptitudes mentales primaires.
Ces aptitudes sont mesurées avec des tests psychotechniques et reflètent la capacité d'un individu à acquérir de l'information par la perception et l'intégration et à effectuer des traitements cognitifs, soit sur des perceptions, soit sur des représentations en mémoire, communément sur les deux en même temps.
Les aptitudes ne relèvent pas d'apprentissages ou d'acquisitions mais traduisent la capacité à apprendre ou à acquérir de nouvelles cognitions.
Les aptitudes se distinguent de traitements conatifs liés à la personnalité ou de l'approche affective et émotionnelle.
Ainsi les tests d'aptitude ne dépendent en principe d'aucune connaissance spécifique préalable.
Ils se distinguent des tests d'intelligence cherchant à déterminer le quotient intellectuel, des tests de personnalité ainsi que des tests de compétences liés à l'acquisition de savoir-faire.

## Les tests d'aptitude psychologique
Des tests d’aptitude sont souvent proposé dans le monde du travail lors d'un processus de recrutement et des examens d’aptitude psychologique peuvent être requis dans le domaine professionnel.
Ils sont également proposés dans des écoles professionnelles ou des universités.
Ces tests d'aptitude se présentent la plupart du temps sous la forme de questionnaires à choix multiples avec une seule réponse correcte. Les résultats sont comparés à la moyenne d'un groupe.
Les tests d'aptitude peuvent être ciblés ou proposer une évaluation globale sur plusieurs éléments.
Ils cherchent à déterminer l'adaptabilité d'une personne à des tâches ou des situations et à déterminer ses point forts ou ses faiblesses.

### Types de tests d'aptitude
Il existe une grande variété de tests d'aptitude évaluant des types de raisonnements spécifiques dans les domaines du numérique, du verbal, de la logique, la mécanique ou le jugement situationnel.
- Les tests numériques proposent des questions d'arithmétique et d'autres nécessitant l'interprétation de graphiques ou de tableaux, pour évaluer les facultés de base à calculer et la capacité à interpréter et à analyser des données[5].

- Les tests de raisonnement verbal estiment la capacité à évaluer la véracité d'affirmations et la capacité à les interprèter pour tirer une conclusion[6].

- Les tests de logique proposent des séquences, des schémas ou des nombres dans lesquels il faut reconnaître une règle à appliquer. Ils cherchent à mesurer la capacité à effectuer un raisonnement logique et résoudre des problèmes[7].

- Les tests de jugement situationnel ou SJT proposent des scénarios fictifs dans lesquels la personne doit indiquer comment elle réagirait. Ces tests cherchent à déterminer l'attitude d'une personne, ses valeurs et son comportement dans les interactions[8].

- Les tests E-tray ou In-tray confrontent la personne à la hiérarchisation des tâches en cas de demandes concurrentes et de surcharge d'informations. Ils évaluent la capacité à gérer des situations complexes[9].

- Les tests de raisonnement et de compréhension mécanique et technique font appel aux compétences sur des notions de friction, d'accélération, d'énergie, etc. Ils se concentrent sur la capacité du postulant à raisonner à partir de concepts plutôt qu'à évaluer des connaissances théoriques et doivent permettre à des personnes sans formation scientifique d'obtenir un bon score. Ils sont destinés aux personnes qui doivent oeuvrer dans un environnement technique ou scientifique[10].

Plusieurs éditeurs commercialisent des tests de raisonnement mécanique notamment :
- Le Bennett Mechanical Comprehension Test (BMCT) édité par Pearson TalentLens.
- Le Ramsay Mechanical Aptitude Test (MAT) édité par Ramsay Corporation focalisé sur les métiers de maintenance comme les mécaniciens de chantier, les emplois de production comme les opérateurs de machines, les opérateurs-régleurs, etc.
- Le Wiesen Test of Mechanical Aptitude (WTMA) créé par Joël P. Wiesen et distribué par plusieurs éditeurs comme Criteria Corp. et Ramsay Corp.
- Les tests d'aptitude Watson Glaser, créés en 1937, proposent des arguments et des propositions à partir desquels il faut tirer des conclusions tout en détectant les suppositions. Ils cherchent à évaluer la pensée critique et sont surtout utilisés en France dans le secteur juridique[11].

- Les tests de raisonnement spatial fournissent un nombre limité d'informations comme des cartes ou des directions qu'il faut comprendre et exploiter pour appréhender des objets en trois dimensions. Ils évaluent la capacité mentale à manipuler des modèles et présager ou interpréter des changements spatiaux. Ces compétences sont recherchées dans des domaines comme la topographie, la construction, l'architecture, le design[12].

- Les tests de vérification des erreurs présentent un nombre important d'informations parmi lesquelles il faut déterminer celles qui sont erronées. Ils mesurent la capacité à identifier des erreurs applicable ensuite dans un environnement professionnel[13].

### Tests spécifiques d'aptitude à la conduite

#### Permis de conduire un véhicule
Le test pour permis de conduire évalue la capacité comportementale du conducteur au niveau des réflexes, de l’attention et de la coordination. Ce test est obligatoire en France pour récupérer son permis, après une annulation ou une suspension de permis.
Il s’effectue en deux temps : des exercices assistés par ordinateur et un entretien avec un psychologue.
Le test de performance mesure l'attention, la vitesse de traitement de l’information, la réaction, la coordination et les fonctions exécutives comme l'inhibition, le raisonnement et la planification.

#### Aptitude à la conduite ferroviaire
Les candidats à la formation et à la conduite de trains doivent se soumettre à un examen d'aptitude psychologique. Il est destiné à vérifier s'ils sont aptes à respecter les normes de sécurité et d’exploitation en vigueur dans ce secteur.
Cet examen peut tester les capacités dans plusieurs domaines.
L'intelligence et la mémoire, les aptitudes cognitives et psychomotrices, des prérequis relatifs à la personnalité.
L'investigation de l'intelligence et de la mémoire cherche à évaluer la logique de raisonnement, la compréhension verbale, la compréhension des chiffres, les facultés de représentation dans l’espace auxquelles peuvent s'ajouter des tests de capacité de mémorisation à court et long termes.
La recherche des aptitudes cognitives et psychomotrices est réalisée en testant la capacité d’attention, de concentration, de réaction et de perception visuelle.
Les prérequis concernant la personnalité sont évalués lors d'un entretien personnel avec un psychologue.

### Analyse des résultats
Les tests d'aptitude sont généralement développés par des éditeurs et distribués par des entreprises spécialisées dans la science prédictive qui distribuent également des batteries de tests de personnalité et des tests de compétences professionnelles.
Par exemple parmi les tests d'aptitude du catalogue deCriteria Corp, le plus connu est le Criteria Cognitive Aptitude Test (CCAT).
Ce test de 50 questions en QCM à traiter en 15 minutes recherche les aptitudes dans trois domaines : verbal, mathématiques et logique, raisonnement spatial. Moins de 1% des candidats réussissent à répondre aux 50 questions.
L'analyse des résultats de ce test d'aptitude se fait en plusieurs étapes.
On établit le nombre le nombre de bonnes réponses aux questions. Il n'y a pas de pénalité pour les mauvaises réponses.
On détermine ensuite le percentile, c'est-à-dire rang de performance de l'individu par rapport aux réponses données par les personnes du même groupe analysé. Un percentile de 68 signifie que la personne a mieux répondu que 68% des personnes interrogées.

### Validité prédictive
La validité prédictive des tests d'aptitude a été étudiée dans le domaine de l'éducation.
Une étude de 1999 en Belgique a montré qu'il n'y avait pas de corrélation entre les résultats des tests d'aptitude et les résultats scolaires.
Les tests peuvent être trop difficiles et ne pas comprendre assez d'items pour être discriminatifs. Ils peuvent n'avoir pas été validés, étalonnés et standardisés avant leur utilisation. Un biais peut s'introduire dans la correction.
Une autre étude de 2018 en Afrique a montré que les aptitudes des étudiants pouvaient être améliorées par des formations appropriées lors de leur scolarité. Une meilleure réussite aux tests d'aptitudes les avantage lors d'un recrutement professionnel.